# Temple de la renommée du hockey hongrois
Le Temple de la renommée du hockey hongrois (en hongrois : Magyar hírességek csarnoka) honore les joueurs, les entraineurs, les arbitres et autres personnes qui ont apporté une importante contribution au hockey en Hongrie. Les premiers membres ont été intronisés le 16 avril 2011. Les prix ont été décernés par le président de l'IIHF, René Fasel un jour avant le début du championnat du monde 2011 de Division I, qui s'est tenue à Budapest, en Hongrie. Un total de 22 prix ont été remis, répartis entre deux grandes catégories  « légendes vivantes » et « honorés à titre posthume ».

## Liste des membres

### Légendes vivantes
- János Ancsin – joueur
- László Jakabházy – joueur, entraineur
- Csaba Kovács – joueur, vice-président de la Fédération hongroise de hockey sur glace
- Péter Kovalcsik – joueur
- András Mészöly – gardien de but
- Gábor Ocskay – joueur, entraineur, bâtisseur
- Antal Palla – joueur, entraineur
- György Pásztor – joueur, diplomate de sport, le premier hongrois à être intronisé au Temple de la renommée de l'IIHF
- György Raffa – joueur, entraineur, dirigeant du Comité historique de la Fédération hongroise de hockey sur glace
- László Schell – arbitre, membre du Temple de la renommée de l'IIHF en 2009
- Viktor Zsitva – joueur, arbitre

### Honorés à titre posthume
- Gábor Boróczi – joueur, entraineur
- Béla Háray – joueur
- István Hircsák – gardien de but
- Zoltán Jeney – joueur
- Géza Lator – fondateur de la Fédération hongroise de hockey sur glace
- György Leveles – joueur
- György Margó – joueur
- Sándor Miklós – joueur
- Sándor Minder – joueur
- Gábor Ocskay – joueur, capitaine de l'équipe hongroise qui a participé à la montée au niveau supérieur lors du championnat du monde 2008
- László Rajkai – joueur, entraineur